# パパの結婚
パパの結婚（パパのけっこん）は、1978年4月29日から同年7月22日まで、日本テレビ系列の「土曜グランド劇場」で放送されたテレビドラマ。全13話。

## 概要・内容
成人病専門の医院を舞台としたホームドラマ。恋愛、再婚、教育、父性愛など様々な問題、出来事などを織り込んで描いた。
風間医院を経営する風間房彦は風間家の婿養子。4人の子持ちであるが、妻は1年前に末っ子の健一を出産した後に亡くなり、子供たちについては義妹（亡き妻の妹）の早苗が世話をしている。姑の吟子は「娘を死なせたのは房彦のせい」と思い込んで因縁を付け、房彦は真相を語らずじっと我慢している。吟子は「子供たちには母親が必要。早苗も早く結婚して欲しい」として房彦、早苗に結婚を促し、房彦と早苗の結婚については子供たちや周里の人びとからの反対に会い、そして房彦は江尻令子、山田悦子らとお見合いを重ねる。本作と同じくジェームス三木脚本、加山雄三主演で前年の1977年に放送された『ありがとうパパ』に続く「パパシリーズ」の第2弾。

## キャスト
- 風間房彦：加山雄三
- 風間早苗：竹下景子
- 風間吟子：山岡久乃
- 風間すみれ：川島ゆかり
- 風間ゆず：東村佳代
- 風間ちぐさ：二階堂千寿
- 風間健一：石井旬
- 修平：大坂志郎
- 徹：山本伸吾 - 修平の息子
- 江尻令子：赤座美代子
- 山田悦子：佐藤友美 - ゆずの主治医
- 酒巻潤二：長谷川哲夫 - 吟子の主治医で、早苗の見合い相手
- 矢吹寿子
- 木ノ葉のこ
- 佐藤オリエ
- 真夏竜
- 西川まさ子
- 稲野和子（第6話ゲスト）
- 川口裕子（第7話ゲスト）
- 山形勲

## スタッフ
- プロデューサー：早川恒夫
- 脚本：ジェームス三木
- 演出：田中康隆
- 音楽：服部克久
- 衣装協力：三松
- 制作：日本テレビ

## 放送日程と視聴率
17.8
14.1
15.7
12.6
13.4
13.1
8.8
16.1
12.6
16.0
15.0
15.0
16.7